# Tenis stołowy na Letnich Igrzyskach Olimpijskich 2024
Tenis stołowy na XXXIII Letnich Igrzyskach Olimpijskich w Paryżu został rozegrany w dniach 27 lipca – 10 sierpnia 2024 roku w hali Paris Expo Porte de Versailles.

## Medaliści
| Konkurencja:                  | Złoto:                                     | Srebro:                                                      | Brąz:                                                    |
| Mężczyźni                     |                                            |                                                              |                                                          |
| singel (szczegóły)            | Fan Zhendong                               | Truls Möregårdh                                              | Félix Lebrun                                             |
| turniej drużynowy (szczegóły) | Chiny Fan Zhendong · Ma Long · Wang Chuqin | Szwecja Anton Källberg · Kristian Karlsson · Truls Möregårdh | Francja Simon Gauzy · Alexis Lebrun · Félix Lebrun       |
| Kobiety                       |                                            |                                                              |                                                          |
| singel (szczegóły)            | Chen Meng                                  | Sun Yingsha                                                  | Hina Hayata                                              |
| turniej drużynowy (szczegóły) | Chiny Sun Yingsha · Wang Manyu · Chen Meng | Japonia Hina Hayata · Miwa Harimoto · Miu Hirano             | Korea Południowa Shin Yu-bin · Jeon Ji-hee · Lee Eun-hye |
| Mikst                         |                                            |                                                              |                                                          |
| turniej mieszany (szczegóły)  | Chiny Wang Chuqin · Sun Yingsha            | Korea Północna Ri Jong Sik · Kim Kum Yong                    | Korea Południowa Lim Jong-hoon · Shin Yu-bin             |

## Tabela medalowa
*   Gospodarz ( Francja)
| Miejsce | Reprezentacja            | Złoto | Srebro | Brąz | Razem |
| ------- | ------------------------ | ----- | ------ | ---- | ----- |
| 1       | Chińska Republika Ludowa | 5     | 1      | 0    | 6     |
| 2       | Szwecja                  | 0     | 2      | 0    | 2     |
| 3       | Japonia                  | 0     | 1      | 1    | 2     |
| 4       | Korea Północna           | 0     | 1      | 0    | 1     |
| 5       | Francja*                 | 0     | 0      | 2    | 2     |
| 5       | Korea Południowa         | 0     | 0      | 2    | 2     |
| Razem   | Razem                    | 5     | 5      | 5    | 15    |